# DJ China
DjChina, или Чингиз Фазиль оглы Мустафаев, (13.09.1982 род. Баку) — азербайджанский музыкант.

## Биография
Мать — Исмаилова Зохра Мисирхан гызы. Отец — Мустафаев Фазиль Гулам оглы. Являлся капитаном подводной лодки.
Помимо средней городской школы № 138 Чингиз Мустафаев является выпускником музыкальной школы № 1 города Баку по классу барабана.

## Профессиональная деятельность
2010 — снялся в клипе азербайджанского певца Хаяма Нисанова «Boom»
2011 — приступил к работе над клипом с азербайджанским музыкальным продюсером и диджеем Бякиром Бабаевым и бразильской танцовщицей и певицей Андрессой Суарес (сценический псевдоним Mulher Melancia) «Vay Vay».
2011 — 17 июня на бакинском пляже Fashion Beach выступал с Dj Hardwell. Играл в Buta Palace на совместном выступлении румынского певца Балана и певицы Анда Адам. Снялся в клипе тацовщицы, хореографа и актрисы Оксаны Расуловой и рэпера и музыкального продюсера Надыра Гусейнова.
2012 — совместно с Бабаевым начал писать музыку к песне «Evrovision 2012», которая была посвещена международному песенному конкурсу «Евровидение».
2013 — выступил на сцене Зеленого театра вместе с Замиком Гусейновым.
2014 — 17 мая выступал в концертном холле Buta Palace c российским рэп-исполнителем Тимати.
2015 — написал трек «House of Azerbaijan», приуроченный к открытию «Дома Азербайджана» в Elektra Events Hall] во время прохождения в Азербайджане первых Европейских игр.
2015 — выступал на сцене ночного клуба Equinox с диджеем Mark Knight по случаю MTV White party.
2016 — выступил в Лондоне на сольном концерте Мири Юсифа.
2019 — начал сотрудничать с азербайджанским репером Аслиханом, совместно с которым запустил несколько музыкальных проектов, в числе которых такие треки как Aslixan feat Dj China — 10LAR (New Remix) Crystal Hall 2019 и Aslixan — Güc Məndədir (DJ China).

## Награды
- 2012 — премия « The BEST OF THE YEAR LOREANT» победил в номинации «İlin Dj-i» («Диджей года»)
- 2012 — премия «THE BEST PERFOMANCE DJ» (Ukraine)
- 2014 — премия «THE BEST OF STAR» победитель в номинации «İlin Peşəkar dj-i» («Профессиональный диджей года»)
- 2015 — премия «The Most Fashionable Awards 2015»
- 2015 — премия «Number one Azerbaijan 2015»
- 2016 — премия «Star-2016» победитель в номинации «Ilin Dj-i»(«Диджей года»)
- 2016 — премия «Number one Azerbaijan Awards 2016»
- 2016 — премия «Azerbaijans Best Awards» победитель в номинации «Best International DJ»
- 2017 — премия «Azerbaijan Fashion Awards» победитель в номинации « Best Fashion Dj» (10)
- 2017 — премия « Azerbaijans Best Awards 2017» победил в номинации «Best Music Producer and Dj»
- 2017 — премия «Star-2017» победил в номинации «İlin Peşəkar Dj-i» («Диджей года»)
- 2017 — премия « Luxury Awards» победил в номинации «İlin ən Məşhur Dj» (2017) («Самый популярный диджей года»)
- 2018- премия «National Selected Awards» победил в номинации «İlin Seçilən Dj-i»(«Диджей года»)
- 2018 — премия «Brand of Azerbaijan Awards» победитель в номинации «İlin Brend Dj-i» («Брендовый диджей года»)
- 2018 — премия от телевизионного производства «Show Production» победитель в номинации «Peşəkər Dj» («Профессиональный диджей»)
- 2019 — премия «Professional Awards» победитель в номинации «Professional Dj & Music Producer» (профессиональный диджей и музыкальный продюсер)
- 2019 — премия «Luxury Awards» reward awarded for success over the past 2 years[5]

## Миксы
DjChina Chinas Summer 2013

## Ремиксы
- DjChina — Ты кто такой давай досвидания (Prod by Negd Pul)
- Aslixan feat Dj China — 10LAR (New Remix) Crystall Hall 2019

## Треки
- 2012 — Evrovision 2012 -DjChina, Babaeff Dark feat.Leyla Kafari[6]
- Aslixan — Güc Məndədir (DJ China)